# Frederico Campos
Frederico Carlos Soares Campos, mais conhecido como Frederico Campos (Cuiabá, 11 de abril de  1927 — Cuiabá, 1 de março de 2021), foi um político brasileiro que foi Prefeito por duas vezes da cidade de Cuiabá, Capital do Mato Grosso, secretário de Estado e governador de Mato Grosso entre 1979 e 1983. Foi o segundo governador após a divisão do Estado.

## Biografia
Sobrinho do General Dilermando Gomes Monteiro, foi nomeado prefeito de Cuiabá pelo governador Pedro Pedrossian tendo cumprido o mandato entre 1967 e 1969.
Secretário de Obras no governo Garcia Neto (1975-1978) foi o primeiro indicado ao governador de Mato Grosso em 1978 pelo presidente Ernesto Geisel, sendo o segundo a ocupar o cargo após a divisão do estado determinada por lei.
Além de sua filiação a ARENA contou com a influência de seu tio para ascender ao cargo visto que ele era o comandante do II Exército à época.
Em 1988, venceu sua primeira eleição direta ao ser eleito prefeito de Cuiabá pelo PFL. Apesar do sobrenome, não possui qualquer relação de parentesco com Júlio Campos. Em 2006 disputou, sem sucesso, um mandato de deputado estadual pelo PTB.
Frederico Campos morreu no dia 1 de março de 2021, aos 93 anos, vítima da COVID-19.

## Fonte de pesquisa
Candidatos diretos. Disponível em Veja, ed. 490 de 25/01/1978. São Paulo: Abril.